# Blade: Wieczny łowca
Blade: Wieczny łowca (ang. Blade) – amerykański fantastycznonaukowy film akcji, horror na podstawie serii komiksów o superbohaterze o tym samym imieniu wydawnictwa Marvel Comics. Za reżyserię odpowiadał Stephen Norrington na podstawie scenariusza Davida S. Goyera. W tytułowej roli wystąpił Wesley Snipes, a obok niego w rolach głównych pojawili się: Stephen Dorff, Kris Kristofferson, N’Bushe Wright i Donal Logue.
Światowa premiera filmu miała miejsce 19 sierpnia 1998 roku w Los Angeles. W Polsce zadebiutował on 29 stycznia 1999 roku. Film przy budżecie 45 milionów dolarów zarobił ponad 130 milionów. Pomimo mieszanych ocen od krytyków, zdobył on uznanie wśród widzów. 
Powstały jego dwie kontynuacje Blade: Wieczny łowca II z 2002 i Blade: Mroczna trójca z 2004 roku. W 2019 roku zapowiedziany został reboot z Mahershalą Alim w głównej roli jako część franczyzy Filmowego Uniwersum Marvela. W należącym do FUM filmie Deadpool & Wolverine zagrał go jednak ponownie Snipes.

## Streszczenie fabuły
W 1967 roku ciężarna kobieta została zaatakowana przez wampira, co spowodowało przedwczesny poród. Lekarze byli w stanie uratować jej dziecko, ale kobieta zmarła z powodu nieznanej infekcji.
Trzydzieści lat później, w 1997 roku, to uratowane dziecko stało się łowcą wampirów nazywanym Blade. Dokonuje obławy na klub w Los Angeles, którego właścicielem jest wampir Deacon Frost. Policja zabiera Quinna, jednego z wampirów, do szpitala, który zabija doktora Curtisa Webba, karmi się hematologiem Karen Jenson i ucieka. Blade zabiera Jenson do swojej kryjówki, gdzie jego stary przyjaciel Abraham Whistler leczy ją. Whistler wyjaśnia Jenson, że on i Blade toczą tajną wojnę z wampirami, używając broni wykorzystującej ich słabości, takich jak światło słoneczne, srebro i czosnek. Ponieważ Jenson jest teraz „naznaczona” ugryzieniem wampira, Whistler i Blade każą jej opuścić miasto.
W tym czasie, na spotkaniu Domu Erebusa, rady starszych wampirów, Frost, który jest przywódcą frakcji młodszych wampirów, zostaje skarcony za próbę podżegania do wojny między wampirami a ludźmi. Ponieważ Frost i jego gatunek nie są czystej krwi, czyli urodzonymi wampirami, są uważani za gorszych społecznie. W odpowiedzi Frost dokonuje egzekucji jednego ze starszych, Dragonettiego, a pozostałych pozbawia ich autorytetu.
Po powrocie do swojego mieszkania Karen zostaje zaatakowana przez funkcjonariusza policji Kriegera, który jest ludzkim niewolnikiem kontrolowanym przez wampira. Blade pokonuje Kriegera i zdobywa od niego informacje potrzebne do zlokalizowania archiwum, w którym znajdują się strony Księgi Erebusa, biblii wampirów. Natrafia na Pearla, chorobliwie otyłego wampira i torturuje go światłem UV. Deacon chce przeprowadzić rytuał, do którego potrzebnych jest 12 wampirów czystej krwi reprezentujących 12 duchów. Dzięki krwi i sile wszystkich 12 duchów obudzi boga krwi La Magrę, a kluczem jest krew Blade’a, który może chodzić w ciągu dnia. Później, w kryjówce, Blade wstrzykuje sobie specjalne serum, które tłumi jego chęć picia ludzkiej krwi. Serum jednak zaczyna tracić skuteczność z powodu jego nadużywania. Krieger informuje Frosta o tym, co się stało, a Frost go zabija.
Eksperymentując z antykoagulantem EDTA jako możliwym zamiennikiem, Jenson odkrywa, że eksploduje on w połączeniu z wampirzą krwią. Udaje jej się zsyntetyzować szczepionkę, która może wyleczyć zarażonych, odkrywa też, że nie zadziała ona na hybrydę człowieka z wampirem, taką jak Blade. Jenson jest przekonana, że może wyleczyć popęd do krwi u Blade’a, ale zajęłoby to jej lata. Frost i jego ludzie atakują kryjówkę Blade’a, infekują Whistlera i porywają Jenson. Kiedy Blade wraca, pomaga Whistlerowi popełnić samobójstwo i uzbraja się w specjalne strzykawki wypełnione EDTA.
Kiedy Blade próbuje uratować Karen z apartamentu Frosta, jest zszokowany, gdy odnajduje swoją wciąż żywą matkę, która wyjawia, że powróciła tamtej nocy, kiedy została zaatakowana i została sprowadzona przez Frosta, który okazał się wampirem, który ją ugryzł. Blade zostaje pokonany przez Frosta i zabrany do Świątyni Wiecznej Nocy, gdzie Frost planuje przeprowadzić rytuał przywołania La Magry. Jenson zostaje wrzucona do dołu, w którym ma zostać pożarta przez Webba, który przekształcił się w stworzenie przypominające zombie. Jenson rani Webba ostrą kością i ucieka. Blade zostaje pozbawiony krwi, ale Jenson pozwala mu pożywić się jej krwią, dzięki czemu odzyskuje on siły. Frost kończy rytuał i uzyskuje moc La Magry. Po zabiciu wszystkich sługusów Frosta, w tym swojej matki, Blade stawia mu czoło. Podczas ich walki, Blade wstrzykuje Frostowi zawartość wszystkich strzykawek z EDTA, powodując eksplozję Frosta.
Jenson proponuje Blade’owi, że pomoże mu wyleczyć się. Jednak zamiast tego on prosi Jenson o stworzenie nowego serum, które będzie mógł bezpiecznie używać, aby kontynuować swoją walkę z wampirami. Później Blade pojawia się w Moskwie, gdzie walczy z tamtejszymi wampirami.

## Obsada
- Wesley Snipes jako Eric Brooks / Blade, hybryda wampira i człowieka, który może poruszać się w ciągu dnia i poluje na wampiry[3].
- Stephen Dorff jako Deacon Frost, wampir z przerostem ambicji i dużymi wpływami, którego Blade jest wrogiem i który planuje podbić ludzką rasę[3].
- Kris Kristofferson jako Abraham Whistler, mentor i przyjaciel Blade’a[3].
- N’Bushe Wright jako Karen Jenson, hematolog, która została ugryziona przez wampira i poszukiwała lekarstwa, pomogła mu w pokonaniu Deacona Frosta[3].
- Donal Logue jako Quinn, zwolennik Frosta[3].

W filmie ponadto wystąpili: Udo Kier jako Gitano Dragonetti, starszy wampir; Arly Jover jako Mercury, wampirzyca i kochanka Frosta, Sanaa Lathan jako Vanessa Brooks, matka Erica; Kevin Patrick Walls jako Krieger, ludzki sługa Frosta; Tim Guinee jako Curtis Webb, były chłopak Jenson, który został zabity przez Quinna; Traci Lords jako wampirzyca Racquel.

## Produkcja
W 1992 roku Marvel Studios planowało produkcję filmu, w którym tytułową rolę miał zagrać LL Cool J. Ostatecznie prawa do postaci przejęło New Line Cinema, a w 1996 roku w roli głównej został obsadzony Wesley Snipes. Do napisania scenariusza został zatrudniony David S. Goyer, a na stanowisku reżysera Stephen Norrington. Peter Frankfurt, Wesley Snipes i Robert Engelman zostali producentami. Produkcją zajęły się studia New Line Cinema, Amen Ra Films i Imaginary Forces przy współpracy z Marvel Enterprises.
Zdjęcia do filmu trwały od 5 lutego do 6 czerwca 1997 roku. Większość materiału została nakręcona w Los Angeles. Za zdjęcia odpowiadał Theo van de Sande, za scenografię Kirk M. Petruccelli, a za kostiumy Sanja Milković Hays. Montażem zajął się Paul Rubell.

## Muzyka
Do skomponowania muzyki do filmu zatrudniony został Mark Isham. Soundtrack Blade (Original Motion Picture Score) został wydany 8 września 1998 roku z muzyką Ishama, natomiast 18 sierpnia 1998 roku nakładem TVT Records i Epic Records wydano Blade (Music from and Inspired by the Motion Picture).
| Blade (Music from and Inspired by the Motion Picture) – 1998 | Blade (Music from and Inspired by the Motion Picture) – 1998 | Blade (Music from and Inspired by the Motion Picture) – 1998 | Blade (Music from and Inspired by the Motion Picture) – 1998 | Blade (Music from and Inspired by the Motion Picture) – 1998 |
| Nr                                                           | Tytuł utworu                                                 | Autor                                                        | Wykonawca                                                    | Długość                                                      |
| ------------------------------------------------------------ | ------------------------------------------------------------ | ------------------------------------------------------------ | ------------------------------------------------------------ | ------------------------------------------------------------ |
| 1.                                                           | „The Edge of the Blade”                                      | M. Tyler, C. Lawson                                          | Mystikal                                                     | 4:12                                                         |
| 2.                                                           | „1/2 & 1/2”                                                  | K. Elam, J. Grinnage, E. Murray, C. Martin                   | Gang Starr i M.O.P.                                          | 4:17                                                         |
| 3.                                                           | „Blade”                                                      | L. Parker, H. Green, V. Morgan                               | KRS-One i Channel Live                                       | 3:11                                                         |
| 4.                                                           | „Fightin’ a Wa”                                              | J. Woods, A. McKnight, E. Allen, N. Cruise                   | Down 2 Earth i Rome                                          | 4:01                                                         |
| 5.                                                           | „Reservations”                                               | J. Hollins, K. Prather, M. Sinclair                          | P.A.                                                         | 4:26                                                         |
| 6.                                                           | „Gangsta Bounce”                                             | A. Clark, H. Vasquez                                         | Wolfpak                                                      | 5:27                                                         |
| 7.                                                           | „Things Ain’t the Same”                                      | K. Davis, D. Blackman, S. Bouchet                            | Kasino                                                       | 4:33                                                         |
| 8.                                                           | „Deadly Zone”                                                | R. Price, T. Perry, A. Johnson, K. Muchita, N. Myrick        | Bounty Killer, Mobb Deep i Big Noyd                          | 5:00                                                         |
| 9.                                                           | „Blade 4 Glory”                                              | B. McCane II, R. Wiggins, N. Crow                            | Majesty i Bizzy Bone                                         | 3:45                                                         |
| 10.                                                          | „Strictly Business (Mantronik MBA Radio Edit)”               | E. Sermon, P. Smith, R. Marley                               | Mantronik i EPMD                                             | 3:36                                                         |
| 11.                                                          | „Wrek Tha Discotek”                                          | R. Sanchez                                                   | Roger Sanchez i Soulson                                      | 6:13                                                         |
| 12.                                                          | „Confusion (Pump Panel Reconstruction Mix)”                  | A. Baker, B. Sumner, G. Gilbert, P. Woodhead, S. Morris      | New Order                                                    | 10:12                                                        |
| 13.                                                          | „Playing with Lightning”                                     | C.Parker, G. Rodriguez, J. Bernard                           | Expansion Union                                              | 4:31                                                         |
| 14.                                                          | „Dig This Vibe”                                              | H. Ishi                                                      | DJ Krush                                                     | 4:54                                                         |
| 15.                                                          | „Dealing with the Roster”                                    | T. Holkenborg, P. Tilon                                      | Junkie XL                                                    | 5:33                                                         |
|                                                              |                                                              |                                                              |                                                              | 1:13:51                                                      |

| Blade (Original Motion Picture Score) – 1998 | Blade (Original Motion Picture Score) – 1998 | Blade (Original Motion Picture Score) – 1998 | Blade (Original Motion Picture Score) – 1998 |
| Nr                                           | Tytuł utworu                                 | Autor                                        | Długość                                      |
| -------------------------------------------- | -------------------------------------------- | -------------------------------------------- | -------------------------------------------- |
| 1.                                           | „Intruder”                                   | M. Isham                                     | 4:52                                         |
| 2.                                           | „Daywalker”                                  | M. Isham                                     | 4:10                                         |
| 3.                                           | „Somebody’s Gonna Take You Out”              | M. Isham                                     | 1:40                                         |
| 4.                                           | „Top of the Food Chain”                      | M. Isham                                     | 3:47                                         |
| 5.                                           | „Temple of Light”                            | M. Isham                                     | 6:14                                         |
| 6.                                           | „The Bleeding Stone”                         | M. Isham                                     | 9:42                                         |
| 7.                                           | „The Blood God”                              | M. Isham                                     | 2:56                                         |
|                                              |                                              |                                              | 33:21                                        |

## Wydanie
Światowa premiera filmu Blade: Wieczny łowca miała miejsce 19 sierpnia 1998 roku w Los Angeles. Podczas wydarzenia uczestniczyła obsada i produkcja filmu oraz zaproszeni specjalni goście. Premierze tej towarzyszył czerwony dywan oraz szereg konferencji prasowych. Dla szerszej publiczności w Stanach Zjednoczonych zadebiutował 21 sierpnia. W Polsce film miał premierę 29 stycznia 1999 roku.

## Odbiór

### Box office
Film przy budżecie 45 milionów dolarów zarobił ponad 130 milionów, z czego ponad 70 milionów w Stanach Zjednoczonych i Kanadzie oraz ponad 230 tysięcy w Polsce.

### Krytyka w mediach
Film otrzymał mieszane oceny od krytyków. W serwisie Rotten Tomatoes 55% z 103 recenzji filmu jest pozytywnych (średnia ocen wyniosła 5,9 na 10). Na portalu Metacritic średnia ocen z 23 recenzji wyniosła 45 punktów na 100. Natomiast według serwisu CinemaScore publiczność przyznała mu ocenę A- w skali od F do A+.

### Nagrody i nominacje
| Rok  | Ceremonia                        | Kategoria                              | Nominowani                   | Rezultat  | Przypis |
| ---- | -------------------------------- | -------------------------------------- | ---------------------------- | --------- | ------- |
| 1998 | The Stinkers Bad Movie Awards    | Najgorszy aktor                        | Wesley Snipes                | Nominacja | [ 17 ]  |
| 1999 | Saturn Awards                    | Najlepszy horror                       | Blade: Wieczny łowca         | Nominacja | [ 18 ]  |
| 1999 | Saturn Awards                    | Najlepsza charakteryzacja              | Greg Cannom, Michael Germain | Nominacja | [ 18 ]  |
| 1999 | MTV Movie Awards                 | Najlepszy złoczyńca                    | Stephen Dorff                | Wygrana   | [ 19 ]  |
| 1999 | MTV Movie Awards                 | Najlepsza walka                        | Wesley Snipes                | Nominacja | [ 20 ]  |
| 1999 | Blockbuster Entertainment Awards | Ulubiony aktor w horrorze              | Wesley Snipes                | Wygrana   | [ 21 ]  |
| 1999 | Blockbuster Entertainment Awards | Ulubiony złoczyńca                     | Stephen Dorff                | Wygrana   | [ 21 ]  |
| 1999 | Blockbuster Entertainment Awards | Ulubiony aktor drugoplanowy w horrorze | Kris Kristofferson           | Nominacja | [ 21 ]  |

## Kontynuacja
Powstały dwa filmowe sequele: Blade: Wieczny łowca II z 2002 i Blade: Mroczna trójca z 2004 roku. W obu z nich swoją rolę powtórzył Wesley Snipes. Wyreżyserowali je odpowiednio Guillermo del Toro i David S. Goyer. Goyer napisał scenariusz również do obu tych części. Powstała również bezpośrednia kontynuacja filmu Blade: Mroczna trójca, serial Blade: The Series z 2006 roku, w którym Sticky Fingaz zastąpił Snipesa. Był on emitowany przez Spike TV, a przy pracy nad nim zaangażowany był również Goyer.

## Reboot
W 2012 roku prawa do postaci powróciły do Marvel Studios. W lipcu 2019 roku prezes studia Kevin Feige zapowiedział reboot zatytułowany Blade z Mahershalą Alim w głównej roli jako część franczyzy Filmowego Uniwersum Marvela.